# Raik Singer
Raik Singer (* November 1963 in Leipzig) ist ein deutscher Schauspieler. Daneben ist er als Sprecher für Hörbücher und Werbung tätig.
Nach einer Lehre als Elektromechaniker und einer Tätigkeit als Filmvorführer und Theatertechniker studierte er von 1986 bis 1990 an der Außenstelle Rostock der Hochschule für Schauspielkunst Ernst Busch. Sein erstes Engagement bekam er am Landestheater Parchim. Engagements am Staatstheater Braunschweig, Hildesheim, Gießen, Detmold, Celle, am Mecklenburgischen Staatstheater Schwerin, am Badischen Staatstheater Karlsruhe, in Lübeck und Rostock folgten. Seit 2005 ist Singer am Rheinischen Landestheater in Neuss engagiert. Dort wird Singer vor allem in Klassikern von Lessing, Schiller, Ibsen, Shakespeare  und Hofmannsthal besetzt. Daneben tritt er gelegentlich bei Festspielen, auch hier bevorzugt in klassischen Stücken, auf.
Singer ist vor allem als Theaterschauspieler tätig, spielte aber auch in der Fernsehserie Alphateam in zweiundzwanzig Folgen einen Notarzt und in anderen Fernsehproduktionen kleinere Rollen. Daneben war er für verschiedene Unternehmen in Werbespots zu sehen und als Sprecher für Hörbücher tätig.

## Rollen
- „Nathan der Weise“ von Gotthold E. Lessing als Sultan Saladin unter der Regie von Alfred Sieling, Domfestspiele Bad Gandersheim, 2002
- „Herr Puntila und sein Knecht Matti“ von Bertolt Brecht als Matt unter der Regie von Peter Ries, Schlosstheater Celle, 2004
- „Kabale und Liebe“ von Friedrich Schiller als Präsident unter der Regie von Andreas Ingenhaag, Rheinisches Landestheater Neuss, 2005
- „Hedda Gabler“ von Henrik Ibsen als Jörgen Tesman unter der Regie von Michael Blumenthal, Rheinisches Landestheater Neuss, 2005
- „Jedermann“ von Hugo von Hofmannsthal als Glaube unter der Regie von Andreas Ingenhaag, Rheinisches Landestheater Neuss, 2007
- „Hamlet“ von William Shakespeare  als Polonius unter der Regie von Sylvia Richter, Rheinisches Landestheater Neuss, 2007
- „Torquato Tasso“ von Johann Wolfgang von Goethe als Antonio unter der Regie von Dominik Günther, Rheinisches Landestheater Neuss, 2009
- „Ein Sommernachtstraum“ von William Shakespeare als Oberon/Theseus unter der Regie von Bettina Jahnke, Rheinisches Landestheater Neuss, 2010
- „Clavigo“ von Johann Wolfgang von Goethe als Guilbert/Buencounter der Regie von Alexander Masuch, Rheinisches Landestheater Neuss, 2010